# Саут-Кенсінгтон (станція метро)

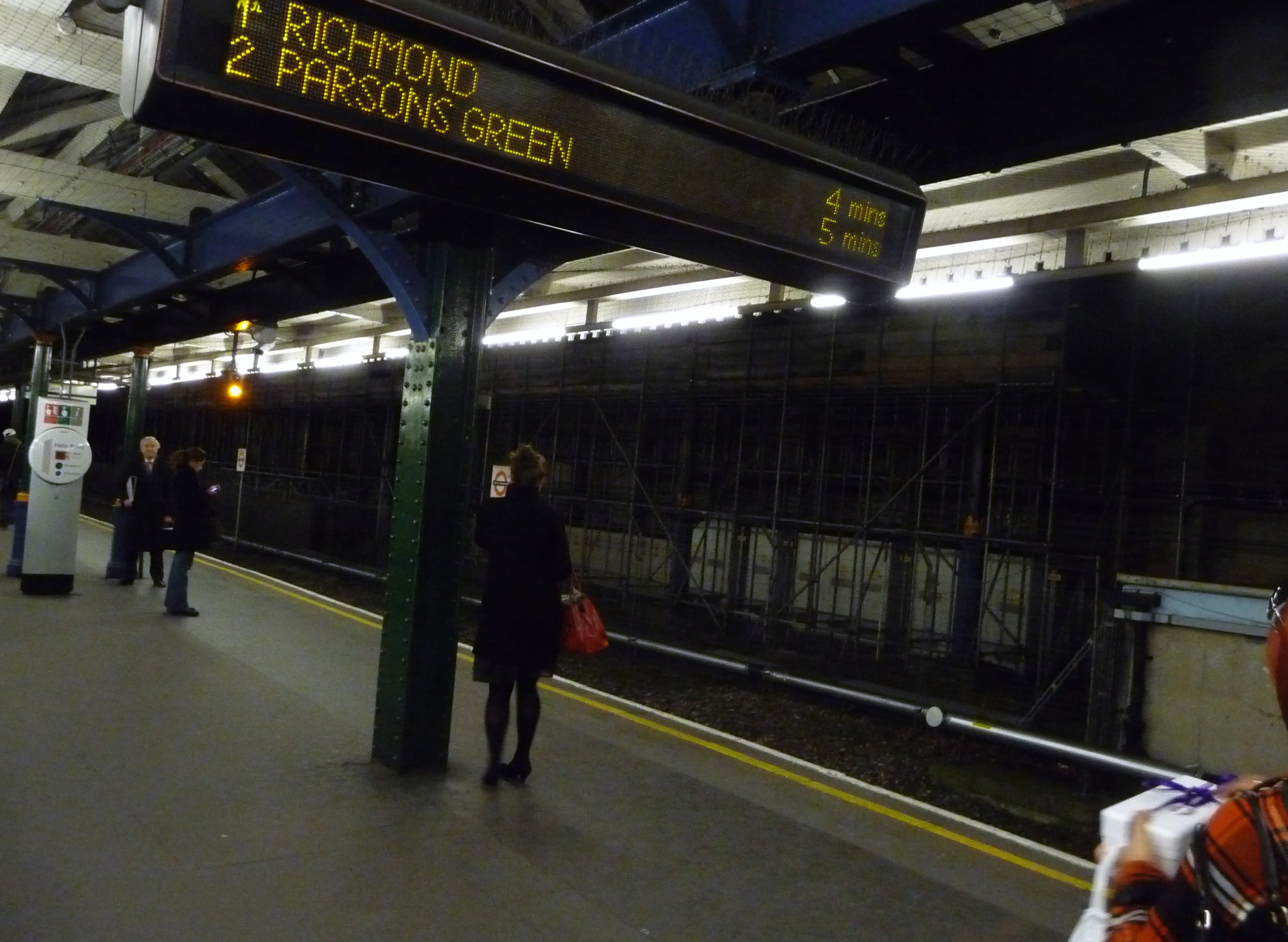
Платформи станції Саут-Кенсінгтон, лінії Пікаділлі

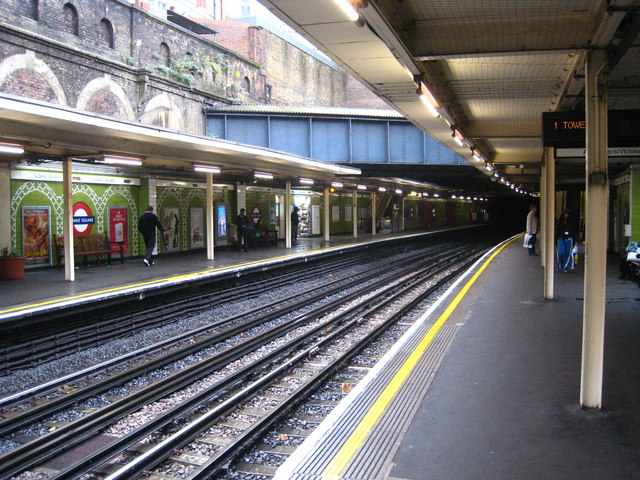
Платформи станції Саут-Кенсінгтон, ліній Дистрикт та Кільцева

51°29′39″ пн. ш. 0°10′26″ зх. д. / 51.4941° пн. ш. 0.1738° зх. д.
Саут-Кенсінгтон (англ. South Kensington) — станція Лондонського метро, обслуговує лінії Дистрикт Кільцева та Пікаділлі. Розташована у 1-й тарифній зоні, у Кенсінгтон, південно-західний Лондон, для ліній Дистрикт та Кільцева між станціями Слоун-сквер та Глостер-роуд, для Пікаділлі — Найтсбрідж та Глостер-роуд. Пасажирообіг на 2017 рік — 33.86 млн осіб

## Історія
- 24 грудня 1868 — відкриття станції у складі Metropolitan Railway (MR, сьогоденна лінія Метрополітен) District Railway (DR, сьогоденна Дистрикт), як складової Внутрішнього кільця
- 1 лютого 1872 — відкриття Зовнішнього кільця
- 1 серпня 1872 — відкриття Середнього кільця
- 30 червня 1900 — закриття руху «Середнього кільця» між Ерлс-Корт та Меншн-хаус
- 15 грудня 1906 — відкриття платформи глибокого закладення у складі Great Northern, Piccadilly and Brompton Railway (GNP&BR, сьогоденна Пікаділлі)[4]
- 31 грудня 1908 — закриття руху «Зовнішнього кільця»
- 1949 — Внутрішнє кільце перейменовано на Кільцеву лінію, припинення франшизи Метрополітен[5]

## Пересадки
На автобуси оператора London Buses маршрутів 14, 49, 70, 74, 345, 360, 414, 430, C1 та нічних маршрутів N74, N97.

## Послуги
| Попередня станція | Лінія                           | Лінія                            | Лінія | Наступна станція |
| ----------------- | ------------------------------- | -------------------------------- | ----- | ---------------- |
| Глостер-роуд      |                                 | Лондонське метро Кільцева лінія  |       | Слоун-сквер      |
| Глостер-роуд      | Лондонське метро Лінія Дистрикт |                                  |       | Слоун-сквер      |
| Глостер-роуд      |                                 | Лондонське метро Лінія Пікаділлі |       | Найтсбрідж       |